# 加藤尚宏
加藤 尚宏（かとう なおひろ、1935年 - ）は、日本のフランス文学者、翻訳家。早稲田大学名誉教授。
東京生まれ。早稲田大学仏文科卒、同大学院博士課程中退。早稲田大学文学部助教授、教授、2006年定年退任、名誉教授。オノレ・ド・バルザックが専門。　

## 著書
- 『バルザック 生命と愛の葛藤』（せりか書房） 2005.11

## 翻訳
- 『バルザック論』（アラン、岩瀬孝共訳、冬樹社） 1968
- 『村の司祭』（バルザック、東京創元社、バルザック全集21） 1975
- 『SAS / ケネディ秘密文書』（ジェラール・ド・ヴィリエ、創元推理文庫） 1980.4 - プリンス・マルコ・シリーズ
- 『死体銀行』（カトリーヌ・アルレー、創元推理文庫） 1981.6
- 『空想交響曲 幻想文学者の音楽ノート』（マルセル・シュネデール、東京創元社） 1986.2
- 『黒い玉 十四の不気味な物語』（トーマス・オーウェン、東京創元社） 1993、のち創元推理文庫 2006
- 『青い蛇 十六の不気味な物語』（トーマス・オーウェン、東京創元社） 1994、のち創元推理文庫 2007
- 『呪われた子 他』（バルザック、私市保彦,芳川泰久,澤田肇,片桐祐,奥田恭士共訳、水声社、バルザック幻想・怪奇小説選集3） 2007.7
- 『ユルシュール・ミルエ』（バルザック、水声社、バルザック幻想・怪奇小説選集4） 2007.6
- 『ガンバラ 他』（バルザック、私市保彦,博多かおる,大下祥枝共訳、水声社、バルザック芸術・狂気小説選集2(音楽と狂気篇) ） 2010.8.
- 『田舎のミューズ 他』（芳川泰久共訳、水声社、バルザック芸術・狂気小説選集3(文学と狂気篇)） 2010.10.
- 『神秘の書』（バルザック、私市保彦,芳川泰久,大須賀沙織共訳、水声社） 2013
- 「バルザック愛の葛藤・夢魔小説選集」全5巻（バルザック、水声社） 
1)『偽りの愛人』（私市保彦,澤田肇,博多かおる共訳） 2015
2)『二人の若妻の手記』（芳川泰久共訳） 2016
3)『マラーナの女たち』（私市保彦,大下祥枝,奥田恭士,東辰之介共訳） 2016
※第4巻『老嬢』は私市保彦,片桐祐共訳、第5巻『三十女』は芳川泰久訳

## 参考
- http://bookweb.kinokuniya.co.jp/htm/4891766395.html